# Jonas Lie (1899-1945)
Pour les articles homonymes, voir Jonas Lie et Lie.
Jonas Lie, né le 31 décembre 1899 à Christiania, aujourd'hui Oslo, mort le 11 mai 1945 à Oslo, était un homme politique et un policier norvégien.
Pendant l'occupation allemande en Norvège, il fut ministre de la Police du gouvernement Quisling de 1942 à 1945.

## Biographie
Lie tenait son prénom de son grand-père, l'écrivain norvégien très connu Jonas Lie. Son père Eric était lui-même écrivain.
Après une formation juridique, Jonas Lie entre dans la police norvégienne en 1930. Cet anticommuniste fanatique y fait rapidement carrière.
En 1936, il accompagne Léon Trotski, qui avait trouvé asile en Norvège, jusqu'au Mexique. 
Il écrit plusieurs romans policiers sous le pseudonyme de Max Mauser.
Il participe à la campagne de Norvège dans l'armée norvégienne. Mais après l'invasion de la Norvège (opération Weserübung), le Commissaire du Reich Josef Terboven travaille étroitement avec Lie. Dans la collaboration avec l'Allemagne nazie, celui-ci est le rival de Vidkun Quisling.
Après avoir quitté le Nasjonal Samling de Quisling, il y adhère de nouveau en 1940, et se situe entièrement du côté des collaborateurs. Sous la pression de Terboven, qui envisage même d'écarter Quisling à son profit, Quisling le nomme ministre de la Police de son nouveau cabinet. 
Dans ce cadre, il a aussi de bons contacts avec Heinrich Himmler. Lie est nommé chef de la SS norvégienne, et plus tard élevé au rang de Standartenführer SS.
Le parcours collaborationniste de Lie s'achève avec l'effondrement du Reich en mai 1945. Les conditions de sa mort le 11 mai 1945, le jour de la libération de la Norvège, restent obscures. Certaines sources indiquent qu'il s'est suicidé, d'autres affirment qu'il a été victime d'un infarctus consécutif à un excès de consommation d'alcool.